# Anna Reinhart
Anna Reinhart (* um 1484 in Zürich; † 24. Dezember 1538 ebenda) war die Ehefrau des Zürcher Reformators Huldrych Zwingli.

## Leben
Anna Reinhart wurde um 1484 als Tochter des Zürcher Wirteehepaares Oswald und Elisabeth Reinhart geboren. Sie soll «ein überus schön mentsch gewesen syn». 1504 heiratete sie den Junker Hans Meyer von Knonau gegen den Willen seines Vaters, der daraufhin seinen Sohn enterbte. Der jungen Familie entsprossen drei Kinder: Margaretha (* 1505), Agathe (* 1507) und Gerold (* 1509). Nach 13 Jahren Ehe starb ihr erster Mann 1517, nachdem er auf einem Kriegszug verwundet worden war. Ihr Sohn Gerold wurde 1512 von der Familie von Knonau aufgenommen. Sie wohnte weiterhin im «Höfli», unweit vom Zürcher Grossmünster.
Seit 1522 lebte sie mit dem Leutpriester Ulrich Zwingli in geheimer Ehe zusammen, den sie 1519 nach seiner Pest-Erkrankung gepflegt hatte. Dies war wohl mit ein Grund, dass Zwingli mit etlichen anderen Mitunterzeichnern 1522 eine Bittschrift an den Bischof von Konstanz schrieb, damit er vom Zölibat befreit werde. Offiziell wurde die Ehe am 2. April 1524 geschlossen, kurz vor der Geburt ihres ersten gemeinsamen Kindes Regula (* 31. Juli 1524). Weitere Kinder folgten: Wilhelm (* 29. Januar 1526), Huldrich (* 6. Januar 1528) und Anna (* 4. Mai 1530, gestorben im selben Jahr). Sieben Jahre nach der öffentlich geschlossenen Ehe wurde Anna erneut Witwe.
Ihr Mann starb am 11. Oktober 1531 in der zweiten Schlacht bei Kappel. Mit ihm verlor sie auch ihren ersten Sohn Gerold, Anton Wirz, den Mann der ältesten Tochter Margaretha, ihren Bruder Bernhard sowie einen Schwager. Anna und zwei ihrer Kinder fanden nach diesem Verlust Aufnahme bei Zwinglis Nachfolger Heinrich Bullinger. Anna Reinhart starb im Winter 1538.

### Nachkommen

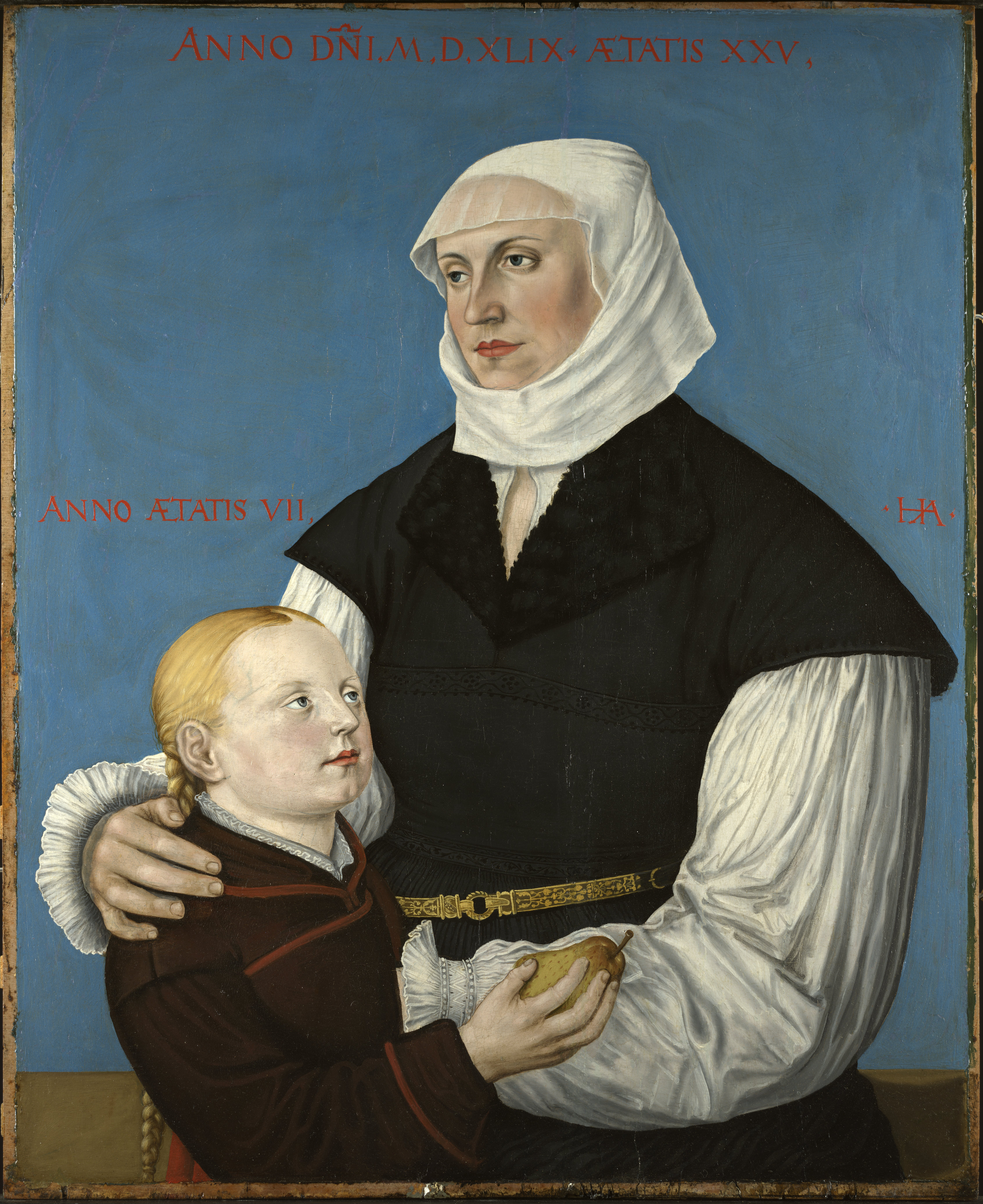
Die Tochter Regula Gwalther-Zwingli mit ihrer Tochter Anna Gwalther; Gemälde von Hans Asper 1549

Regula, ihre älteste Tochter aus der Ehe mit Zwingli, heiratete 1541 Rudolf Gwalter, den späteren Nachfolger Bullingers als Antistes. Von ihr und ihrer Tochter Anna ist ein Bildnis von Hans Asper erhalten. Sie starb 1565 an der Pest. Der jüngste Sohn Huldrich verheiratete sich 1549 mit der ältesten Tochter Heinrich Bullingers. Er starb 1571. Keines der Kinder von Anna Reinhart wurde älter als 45 Jahre.

## Rezeption im Film
Anna Reinhart ist in den Filmen Zwinglis Erbe von Eutychus Production (2018, gespielt von Mirjam Nef) und Zwingli von C-Films AG (2019, gespielt von  Sarah Sophia Meyer) zu sehen.

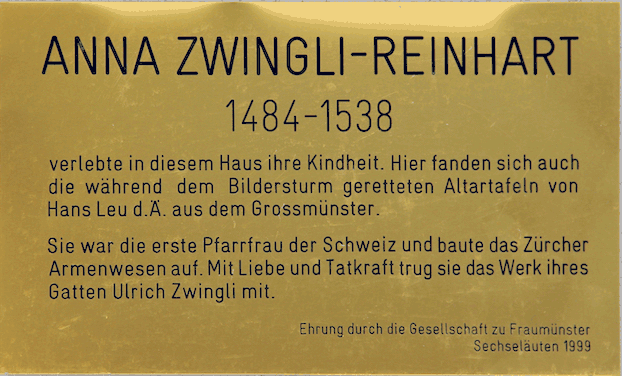
Gedenktafel von Anna Zwingli-Reinhart an der Schifflände 30, Zürich

## Ehrung
Anna Zwingli-Reinhart wurde am Sechseläuten 1999 durch die Gesellschaft zu Fraumünster geehrt. Ihre Ehrentafel ist an der Schifflände 30 in Zürich zu finden.